# プロデル
プロデルは、ゆうとが開発したインタプリタ型の日本語プログラミング言語である。同じ製作者によるTTSneoに比べ、処理系の開発言語がVisual Basicから.NET Frameworkに替わったことで、実行速度が速くなった。また、オブジェクト指向プログラミングの概念が導入されるなど、様々な新機能が追加された。一方でTTSneoとの互換性はほとんどない。

## 概要
プロデルという名前は、フランス語で「造る」「生産する」といった意味がある動詞 "Produire" に由来する。
ほとんどの言語が英語ベースであるのに対し、プロデルは日本語ベースである。同じ日本語ベースのTTSneoに比べ、さらに日本語らしい自然な記述ができる。TTSneoとの互換性はほとんどないが、TTSneoの経験者にもなじみやすい言語仕様となっている。

## TTSneoとの相違点
- オブジェクト指向プログラミングに対応した。（厳密な意味では違う）[要出典]
- 命令と関数の区別がなくなり、記述方法が同じになった。
- より日本語らしいプログラムの記述。
- 明示的に変数の型を宣言することができるようになった。
- 処理速度が速くなった。
- 部品（コントロール）がWindows XP/Windows Vistaのテーマスタイルに対応。
- 実行可能ファイルのアイコンの指定、バージョン情報等の指定が可能になった。

## 言語仕様

### 基本

#### 命令の書き方
プロデルでは、日本語の文に近い表現で命令を記述する。
```
「file.txt」をデスクトップにコピー

```

```
《値》《助詞》…《命令（述語）》
《値》《助詞》…《オブジェクト名》が《命令》

```

《値》と《助詞》がセットで引数を構成する。
助詞の順序は決められていない。また、「、」やスペースの分かち書きは不要である。
《値》の部分にはさらに、上記の文を入れ子にすることができるが、助詞が重複し正しく認識しない場合には（ ）や［ ］で囲む。

#### 値が取得できる命令（関数）
```
《変数名》は、《値》《助詞》…《命令》したもの
《変数名》は、《値》《助詞》…《オブジェクト名》が《命令》したもの
《変数名》は、《値》《助詞》…《オブジェクト名》の《命令》

```

「したもの」は省略可能で、これらの命令は単独では使えない。

#### 変数・文字列・数値・計算式
- 文字列は「 」で囲み、数値は何も囲まずそのまま記述する。
- 変数や計算式は何も囲まずそのまま記述する。
- 文字や計算式、変数との接続は、「 」の中に［ ］で囲む。

```
値段は、250
「消費税込みの値段は、［値段*1.05］円です。」を表示

```

### 制御構文

#### 繰り返し
- 指定した回数だけ繰り返す

```
《繰り返す回数》回、繰り返す
・・
繰り返し終わり

```

《繰り返す回数》で繰り返す回数を指定する。
1行で指定する場合、以下のように記述する。
```
《繰り返す回数》回、「《命令》」を繰り返す

```

- 変数が指定した値になるまで繰り返す

他言語のfor文に相当する。
指定した範囲で、処理を繰り返すには、以下のような書式で記述する。
```
《変数名》を《初期値》から《増減値》ずつ＜増や｜減ら｜カウントしながら＞《最終値》まで繰り返す
…
繰り返し終わり

```

処理が繰り返されるたびに《変数名》の値を増やす（減らす）。
- 条件式を満たすまで繰り返す

```
《条件式》の間、繰り返し
…
繰り返し終わり

```

《変数名》、《初期値》、《最終値》も指定できる。
```
値が10未満の間、繰り返す
…
繰り返し終わり

```

- 配列の内容に応じて繰り返す

```
《配列名》を《各要素を格納する変数》へそれぞれ繰り返す
…
繰り返し終わり

```

例文
```
内容は、「a,b,c,d,e,f,g」
配列は、（内容を「,」で区切ったもの）

配列を要素へそれぞれ繰り返す
: 要素を表示
繰り返し終わり

```

- 処理を中断する方法

「抜ける」命令を使うことで、繰り返し回数に関わらず構文から抜ける。
```
3回、繰り返す
 「ワン」を表示
 繰り返しを抜ける
繰り返し終わり

```

「続ける」命令を使うことで、それ以降の構文内の処理をやめ、処理を続ける。
```
3回、繰り返す
 「ワン」を表示
 繰り返しを続ける
 ーーこれ以降は実行されません。
 「ニャン」を表示
繰り返し終わり

```